# 2022년 아시안 게임 배드민턴
2022년 아시안 게임 배드민턴은 중국 항저우 빈장체육관 경기장에서 2023년 9월 28일부터 10월 7일까지 개최된다.

## 일정
9월 28일부터 10월 7일까지 약 열흘간 치러진다. 배드민턴 단식, 복식, 단체전전이 남녀로 나뉘어 치러지며 혼성 복식 종목도 치러진다.

## 참가국
이번 대회에서는 20개국 총 231명의 선수가 참가한다.
| - 아프가니스탄 (1) - 중화인민공화국 (20) - 중화 타이베이 (20) - 홍콩 (20) - 인도 (20) - 인도네시아 (20) - 이란 (2) - 일본 (20) - 마카오 (4) - 말레이시아 (15) | - 몰디브 (10) - 몽골 (7) - 네팔 (8) - 파키스탄 (8) - 사우디아라비아 (2) - 대한민국 (20) - 스리랑카 (6) - 태국 (20) - 우즈베키스탄 (1) - 베트남 (6) |

## 메달 집계
| 순위 | 국가           | 금메달 | 은메달 | 동메달 | 합계 |
| ---- | -------------- | ------ | ------ | ------ | ---- |
| 1    | 중화인민공화국 | 4      | 3      | 2      | 9    |
| 2    | 대한민국       | 2      | 2      | 3      | 7    |
| 3    | 인도           | 1      | 2      | 2      | 5    |
| 4    | 일본           | 0      | 1      | 5      | 6    |
| 5    | 말레이시아     | 0      | 0      | 4      | 4    |
| 5    | 중화 타이베이  | 0      | 0      | 2      | 2    |
| 5    | 홍콩           | 0      | 0      | 1      | 1    |
| 5    | 인도           | 0      | 0      | 1      | 1    |
| 합계 | 합계           | 7      | 8      | 20     | 35   |